# Pyrinia flavida
Pyrinia flavida är en fjärilsart som beskrevs av Paul Dognin 1918. Pyrinia flavida ingår i släktet Pyrinia och familjen mätare. Inga underarter finns listade.